# Dictyophara eremica
Dictyophara eremica är en insektsart som beskrevs av Rauno E. Linnavuori 1962. Dictyophara eremica ingår i släktet Dictyophara och familjen Dictyopharidae. Inga underarter finns listade i Catalogue of Life.